# Michel Amine
Michel Amine, né le 22 avril 1970 à Sibut (Kémo), est une personnalité politique centrafricaine, consultant enseignant d’entreprise.
Candidat de l’UNDP à l'élection présidentielle centrafricaine de 2015, sa candidature est rejetée par la Cour constitutionnelle de transition le 8 décembre 2015.